# Chronicon Moissiacense
Chronicon Moissiacense – anonimowa średniowieczna kronika (kompilacja) znaleziona w klasztorze benedyktyńskim w Moissac, ale powstała prawdopodobnie w katalońskim klasztorze w Ripolli. Napisana pod koniec X wieku a odnosząca się do czasów Karola Wielkiego. Źródło do wczesnośredniowiecznej historii Francji, Niemiec (Franków) i Słowian oraz Basków.
Obecnie przechowywana w Bibliothèque nationale de France.
Kronika może stanowić źródło do wyjaśnienia etymologii nazwy etnicznej Czesi - pod rokiem 805 opisując zmagania słowiańskich mieszkańców Bohemii z Karolem Wielkim nazywa ich: Cichu Windones, gdzie Windones to określenie Słowianie.